# Suchoj Su-75 Checkmate
Suchoj Su-75 Checkmate eller T-75 (Ryska: Сухой Су-75;LTS kort för Lätt Taktiskt Flygplan på ryska) är ett femte generationens enmotorigt smygflygplan som utvecklas av Suchoj för export och för Rysslands flygvapen.

## Varianter
I augusti 2022 skriver TASS att Suchoj arbetar på två varianter – ensitsig och obemannad. I juli 2023 söks patent på tvåsitsig och obemannad variant. Prislappen beräknades år 2021 till ca 25-30 miljoner USD och till 30-35 miljoner USD juli 2023.